# Loxothysanus
Loxothysanus là một chi thực vật có hoa trong họ Cúc (Asteraceae).

## Loài
Chi Loxothysanus gồm các loài: